# درب بني بشر
'درب بني بشر هي قرية تقع جنوب غرب المملكة العربية السعودية بالقرب من سراة عبيدة. تحدها من الشمال قري قبيلة وقشة وهي كلا من ال حنيش وال قظف وال المصياد ومن الغرب قرية السرةمن قبيلة وقشة ومن الجنوب الجهمة من بني بشر ومن الشرق آل النمر من بني بشر .

## عدد السكان
يبلغ سكانها قرابة الثلاثمائة نسمة.

## النشاط السكاني
تنقسم نشاطات القرية إلى الآتي:
1. الزراعة
2. الرعي
3. التجارة